# Mrzyk & Moriceau
 (octobre 2023).
La mise en forme du texte ne suit pas les recommandations de Wikipédia : il faut le « wikifier ».
Les points d'amélioration suivants sont les cas les plus fréquents. Le détail des points à revoir est peut-être précisé sur la page de discussion.
- Les titres sont pré-formatés par le logiciel. Ils ne sont ni en capitales, ni en gras.
- Le texte ne doit pas être écrit en capitales (les noms de famille non plus), ni en gras, ni en italique, ni en « petit »…
- Le gras n'est utilisé que pour surligner le titre de l'article dans l'introduction, une seule fois.
- L'italique est rarement utilisé : mots en langue étrangère, titres d'œuvres, noms de bateaux, etc.
- Les citations ne sont pas en italique mais en corps de texte normal. Elles sont entourées par des guillemets français : « et ».
- Les listes à puces sont à éviter, des paragraphes rédigés étant largement préférés. Les tableaux sont à réserver à la présentation de données structurées (résultats, etc.).
- Les appels de note de bas de page (petits chiffres en exposant, introduits par l'outil «  Source ») sont à placer entre la fin de phrase et le point final[comme ça].
- Les liens internes (vers d'autres articles de Wikipédia) sont à choisir avec parcimonie. Créez des liens vers des articles approfondissant le sujet. Les termes génériques sans rapport avec le sujet sont à éviter, ainsi que les répétitions de liens vers un même terme.
- Les liens externes sont à placer uniquement dans une section « Liens externes », à la fin de l'article. Ces liens sont à choisir avec parcimonie suivant les règles définies. Si un lien sert de source à l'article, son insertion dans le texte est à faire par les notes de bas de page.
- La présentation des références doit suivre les conventions bibliographiques. Il est recommandé d'utiliser les modèles {{Ouvrage}}, {{Chapitre}}, {{Article}}, {{Lien web}} et/ou {{Bibliographie}}. Le mode d'édition visuel peut mettre en forme automatiquement les références.
- Insérer une infobox (cadre d'informations à droite) n'est pas obligatoire pour parachever la mise en page.

Pour une aide détaillée, merci de consulter Aide:Wikification.
Si vous pensez que ces points ont été résolus, vous pouvez retirer ce bandeau et améliorer la mise en forme d'un autre article.
Mrzyk & Moriceau sont un couple d'artistes français composé de Petra Mrzyk, née en 1973 à Nuremberg, et Jean-François Moriceau, né en 1974 à Saint-Nazaire. Ils vivent et travaillent ensemble à Montjean-sur-Loire.

## Carrière
Le duo commence leur collaboration graphique en 1999 après s'être rencontré aux Beaux-arts de Quimper.
Leurs visions pop, souvent traitées en noir et blanc pour plus d'efficacité visuelle, se précisent à un moment où le dessin occupe une place grandissante dans la production artistique contemporaine. De la feuille, Mrzyk & Moriceau s'émancipent vite vers le wall-drawing, pratique qui leur permet d'apporter des réponses spécifiques au contexte architectural. Mrzyk & Moriceau collaborent aussi avec le milieu musical : des clips pour Air (Don't be light, Sing Sang Sung ), Philippe Katerine (Excuse moi), Sébastien Tellier (Look, Stuck ) et The Avalanches (Subways), dont on retient le foisonnement d'images incisives et les transitions plutôt sensuelles que narratives. Très vite, ils déclinent leurs dessins sur d'autres supports: cadavre exquis pour application iPhone (2010) ; tickets pour un nouveau tramway (2012), mais aussi stickers, éditions de livres, tatouages ou encore générique de film. Bien présent sur la scène artistique internationale, Mrzyk & Moriceau ont bénéficié d'expositions personnelles à la galerie Ratio 3 à San-Francisco, à la fondation La Caixa à Barcelone, au musée LACMA à Los Angeles, au musée Mamco à Genève...

## Expositions personnelles
- Meilleurs Vœux de la Jamaïque, Musée Régional d'Art Contemporain, MRAC Occitanie, Sérignan 2023
- Never Send FLowers, Galerie Air de Paris, Romainville 2022
- Never Dream of Dying, Centre d'Art Le Portique, Le Havre 2020
- Double Shot, Piacé, Quinzaine Radieuse Bézard-Le Corbusier 2019
- Never Dream of Dying, Galerie Air de PAris, Paris 2018
- Everything Butt, Galerie Ratio 3, San Francisco-USA 2015
- Poppies are also Flowers, Galerie Air de Paris, Paris 2012
- The Man With the Golden Gun, Galerie Ratio 3, San Francisco-USA 2011
- You only live twice, Galerie Air de Paris, Paris 2008
- Casino Royale, Galerie Ritter/Zamet, Londres-UK 2008
- The Living daylights, Galerie AMT, Milan-I 2008
- Golden Eyes, Caixa Forum, Barcelone-ESP 2008
- Tomorrow Never Dies, Galerie Béatrice Binoche, Saint Denis de la Réunion-F 2008
- A View to a Kill, Galerie Max Lang, New-York -USA 2007
- We Only Live 25 Times (avec Félicien Rops) LACMA, Los Angeles - USA 2007
- Goldfingers, Chapelle de Genêteil, Château-Gontier -F 2006
- Bon Baiser de Russie, La Salle de Bain, Lyon -F 2006
- On her Majesty's Secret Service, Galerie Ritter/Zamet Londres-UK 2005
- Octopussy, Galerie Rodolphe Janssen, Bruxelles-B 2004
- Never Say Never Again, MAMCO, Genève -CH 2004
- Docteur NO, Villa Arson, Nice-F 2004
- Moonraker, Galerie Air de Paris, Paris -F 2004
- Live and Let Die, Drawing Art Center of Norway, Oslo -N 2004
- Only for your Eyes, Galerie Marcus Ritter, New-York -USA 2003
- Diamonds are Eternal, Galerie Marcus Ritter, New-York - USA 2002
- The World is not enough, The Schnitt Ausstellungsraum, Cologne - D 2001

## Clips
- Don't be light[1], Air, 2002
- Christine[2], Jean-Luc Verna & ses dum dum boys, 2005
- Excuse-Moi[3], Philippe Katerine, 2006
- Sing, Sang, Sung[4], Air, 2009
- Look[5], Sebastien Tellier, 2010
- By your Side, Breakbot, 2012
- G.I. Jane (Fill Me Up)[6], Jackson and His Computer Band, 2013
- Subways, The Avalanches, 2016
- Stop [7], Justice, 2018
- Stuck, Sebastien Tellier, 2020

## Collections
Artothèque de Villeurbanne, France
Centre National des Arts Plastiques-CNAP, Paris France
Collection La Bâloise, Suisse
Collection Fonds de dotation de la famille Moulin, Paris France
FRAC Poitou Charentes, Angoulême, France
FRAC Pays de la Loire, Carquefou, France
FRAC Ile-de-France, Paris, France
Fonds National d'Art Contemporain-FNAC, Puteaux, France
Musée d'Art Moderne de la Ville de Paris, France
MoMa, New York, USA
LACMA, Los Angeles, USA